# Georg Lienbacher (Rechtswissenschaftler)

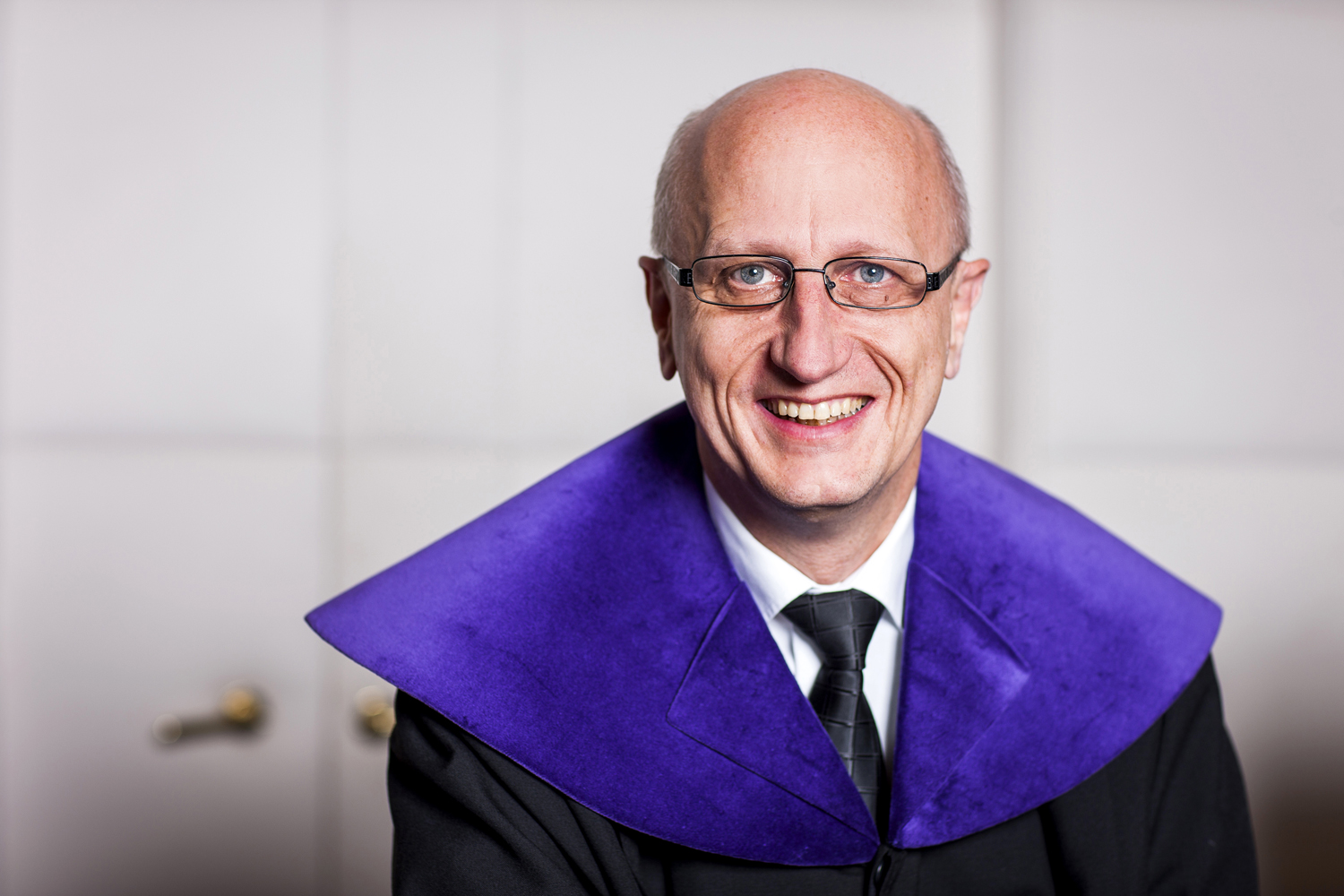
Georg Lienbacher (2012)

Georg Lienbacher (* 21. Februar 1961 in Hallein) ist ein österreichischer Rechtswissenschaftler und Verfassungsrichter. Er ist aktuell Universitätsprofessor für Öffentliches Recht am Institut für Österreichisches und Europäisches Öffentliches Recht der Wirtschaftsuniversität Wien sowie Richter am österreichischen Verfassungsgerichtshof.

## Ausbildung
Georg Lienbacher wurde am 21. Februar 1961 in der Stadt Hallein im österreichischen Bundesland Salzburg geboren. Von 1972 bis 1980 besuchte er das Missionsprivatgymnasium St. Rupert in Bischofshofen, ehe er Präsenzdienst beim österreichischen Bundesheer ableistete. In den Jahren von 1981 bis 1985 absolvierte er anschließend das Studium der Rechtswissenschaften an der Universität Salzburg, wo er am 7. Februar 1985 zum Doktor der Rechtswissenschaften promoviert wurde. Teilweise überschneidend studierte Lienbacher von 1983 bis 1986 auch Politikwissenschaften und Publizistik in Salzburg. Anschließend an sein Studium absolvierte Georg Lienbacher die Gerichtspraxis im Jahr 1985 teilweise am Landesgericht Salzburg, teilweise am Bezirksgericht Salzburg.

## Beruflicher Werdegang
Bereits während des Studiums war Lienbacher ab dem 1. Jänner 1983 als Studienassistent am Institut für Verfassungs- und Verwaltungsrecht der Universität Salzburg tätig, ab 1985 übte er die Tätigkeit als Vertragsassistent aus. Am 1. November 1985 wurde Georg Lienbacher zum Universitätsassistenten am Institut für Verfassungs- und Verwaltungsrecht bestellt.
Im Jahr 1990 nahm Georg Lienbacher eine Tätigkeit als Referent im Verfassungsdienst des österreichischen Bundeskanzleramts an. 1991 wurde er Ministersekretär des damaligen Vizekanzlers und Bundesministers für Föderalismus und Verwaltungsreform in der Bundesregierung Vranitzky III, Josef Riegler. Von 1992 bis 1996 war er in der Folge auch als Lehrbeauftragter an der Europaakademie bei der Verwaltungsakademie des Bundes tätig. Am 1. Februar 1996 wurde er als Universitätsassistent in Salzburg definitiv gestellt.
Am 27. Juni 2001 erfolgte schließlich die Habilitation Lienbachers zum Thema Kompetenzverteilung im Bundesstaat. Strukturprobleme dargestellt am Beispiel des Grundverkehrsrechts. Mit der Habilitation erlangte Georg Lienbacher die Lehrbefugnis für Verfassungs- und Verwaltungsrecht einschließlich ihrer Bezüge zum Europarecht. Ab 1. Oktober 2001 wurde er danach als außerordentlicher Universitätsprofessor an der Rechtswissenschaftlichen Fakultät der Universität Salzburg eingesetzt. In den Wintersemestern 2001/02 und 2002/03 nahm Lienbacher zudem Lehrverpflichtungen an der Hochschule Liechtenstein im Rahmen des dortigen Bachelorstudiums Betriebswirtschaft wahr.
Ab 2002 war Georg Lienbacher Modulleiter und Lehrender für den Bereich „Grundlagen des Europäischen Gemeinschaftsrechts“ im „International Executive MBA – Public Management“ der Salzburg Management GmbH – University of Salzburg Business School sowie Senatsvorsitzender der Bundes-Vergabekontrollkommission. Am 1. Oktober 2003 wurde Georg Lienbacher schließlich als Nachfolger von Heinz Peter Rill zum ordentlichen Universitätsprofessor für Öffentliches Recht am Institut Österreichisches und Europäisches Öffentliches Recht der Wirtschaftsuniversität Wien berufen.
Von 2005 bis 2010 war Lienbacher darüber hinaus Sektionschef und Leiter des Verfassungsdiensts im Bundeskanzleramt sowie Mitglied des Datenschutzrats, von 2007 bis 2009 Vorsitzender der Expertengruppe für Staats- und Verwaltungsreform sowie von 2010 bis 2011 Mitglied des Stiftungsrats des Österreichischen Rundfunks. Seit 2010 ist Georg Lienbacher Vorsitzender der Österreichischen Gesellschaft für Gesetzgebungslehre, Vorstand des Instituts für Österreichisches und Europäisches Öffentliches Recht der WU Wien und Mitherausgeber des Großkommentars zum Bundesverfassungsrecht.
Im Jahr 2010 wurde Georg Lienbacher auf Vorschlag der ÖVP von der Österreichischen Bundesregierung als Richter am Verfassungsgerichtshof nominiert und 2011 von Bundespräsident Heinz Fischer zum solchen ernannt. Aktuell ist er als Verfassungsrichter auch einer der ständigen Referenten des VfGH. An seiner ehemaligen Alma Mater, der Universität Salzburg, wurde Georg Lienbacher im Jahr 2018 vom Senat als Mitglied des Universitätsrats bestellt, der ihn in weiterer Folge zu seinem Vorsitzenden wählte.